# Luftdichtheit
Die Luftdichtheit von Gebäuden wird mit einem Differenzdrucktest (Blower-Door-Test) bestimmt.

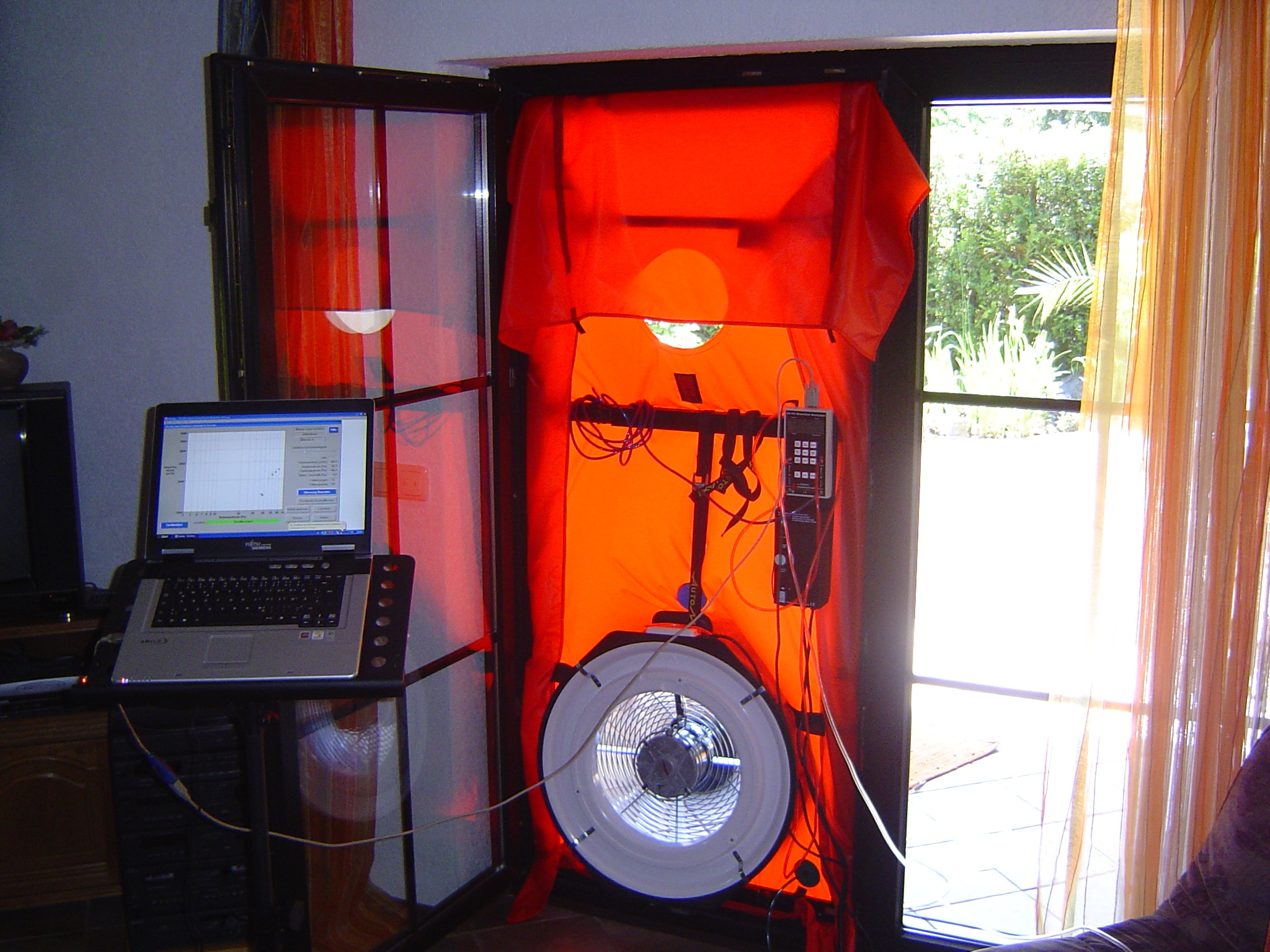
Blower-Door Test

Durch einen in eine Gebäudehülle (meist Tür oder Fenster) eingelassenen Ventilator wird innerhalb des Gebäudes ein konstanter Überdruck und Unterdruck von (zum Beispiel) 50 Pascal erzeugt und gehalten. Die durch Gebäudeundichtigkeiten ausströmende Luftmenge muss durch den Ventilator in das Gebäude hereingedrückt werden und wird gemessen. Der sogenannte n50-Wert (Einheit: 1/h) gibt an, wie oft das Innenraumvolumen pro Stunde umgesetzt wird.
Richtwerte für den n50-Wert sind seit November 1996 in den Teil 7 der DIN 4108 aufgenommen worden. Die seit 2002 geltenden Energieeinsparverordnungen enthalten ebenfalls Grenzwerte. Die Messung erfolgt nach DIN 13829.
Die Häufigkeit und der Umfang von Feuchteschäden bei „leichten“ Bauweisen rechtfertigen den Aufwand für den „Blower-Door-Test“, der zweckmäßig nach dem Aufbringen des Innenputzes, aber vor der Verkleidung derjenigen Flächen durchgeführt werden sollte, die lediglich in Trockenbauweise beplankt werden, damit eventuelle Undichtigkeiten der Dampfbremsfolien zuvor noch behoben werden können.

## Die bauphysikalische Bedeutung der luftdichten Gebäudehülle
Bei Niedrigenergie- und Passivhäusern mit kontrollierter Wohnraumlüftung soll durch die Überprüfung der Leckrate jeglicher unkontrollierter Luftaustausch verhindert werden, um den Lüftungswärmeverlust zu minimieren.

Bei Gebäuden ohne Lüftungsanlage kann hingegen eine gewisse Undichtigkeit erwünscht sein, um einen minimalen Luftaustausch auch dann sicherzustellen, wenn der Nutzer es versäumt, den in bewohnten Räumen entstehenden Wasserdampf durch manuelle Lüftung abzuführen. Ebenfalls muss Außenluft nachströmen können, um den Betrieb von Dunstabzugshauben, Holz- oder Kohleöfen sowie von Gasgeräten wie Kochherden, Durchlauferhitzern und Heizgeräten zu ermöglichen. Undichtigkeiten, die einen relevanten Wärmeverlust verursachen, werden im Winterhalbjahr im Allgemeinen auch ohne einen Differenzdrucktest durch auftretende Zugluft erkannt.

Tritt ein Luftstrom durch Hohlräume oder streift Dämmstoffe im Wand- und Deckenaufbau, so kann eine Durchfeuchtung durch Kondensatbildung auftreten.
Auch dies wird durch die Ausführung und Prüfung der luftdichten Gebäudehülle verhindert.
Sofern der in Aufenthaltsräumen entstehende Wasserdampf nicht durch Lüften oder durch Undichtigkeiten der Gebäudehülle nach außen abgeführt wird, verbleibt er in der Raumluft, bis er entweder an der kältesten Stelle der Wand (Kältebrücke) kondensiert oder in die Außenwand diffundiert (in der er bei ungünstigen Verlauf des Wasserdampfdiffusionswiderstands ebenfalls kondensieren kann).

Wird eine luftdichte Gebäudehülle hergestellt, so ist in der Regel ein Lüftungskonzept erforderlich, um die im Gebäude anfallenden Feuchtigkeit abzuführen.
Denn im Gegensatz zu historischen Gebäuden wird durch viele der heute verwendeten Bauelemente und -materialien im Winter kaum noch Feuchtigkeit nach außen abgeführt. Baustoffe wie Kunstharzputze, Dispersionsfarben, Beton, Styropor, Sperrholz, OSB-Platten und Dampfbremsfolien lassen Feuchtigkeit nur in geringem Umfang passieren. Traditionelle mineralische Baustoffe wie Ziegel, Kalk und Lehm sind ebenso wie natürliche, faserhaltige Materialien wie Holz, Hanf, Kokos, Kork und Wolle in der Lage durch Sorptionsvorgänge und Kondensation des Wasserdampfs mit anschließendem Kapillartransport wesentlich größere Feuchtigkeitsmengen nach außen abzuführen, wenn sie daran nicht mit kunstharzhaltigen Beschichtungen oder Folien gehindert werden.

## Problemstellen
Unachtsamkeiten bei der Installation von Dampfbremsen führen typischerweise bei Rohr- oder Kabeldurchführungen, bei Anschlüssen an Wände, Decken, Fenster und Türen sowie bei verwinkelten Stellen beim Dachgeschoßausbau zu Fehlstellen, die nach der Beplankung der Wand nicht mehr zu bemerken sind.

Massiv hergestellte und verputzte Außenwände führen seltener zu Problemen, da es bei dieser Bauweise kaum Bewegungsfugen gibt. Sollten im Ausnahmefall durchgehende Fugen im Mauerwerk eine Durchströmung ermöglichen, so bleibt der Schaden durch den Tauwasseranfall meist überschaubar.
Die inneren Hohlräume von Trockenbaukonstruktionen hingegen bieten Luftströmen kaum Widerstand, wenn im inneren Wandabschluss Undichtigkeiten auftreten. Bereits die winddichte Ausführung von Dosen für die Elektroinstallation in der Wandbeplankung erfordert besondere Maßnahmen.
Durchnässte Mineralwolle ist kaum in der Lage, Feuchtigkeit wieder abzuführen. Natürliche Dämmstoffe verteilen die Feuchtigkeit besser, doch sind leichte, flexible Dämmmaterialien meist generell nicht in der Lage, größere Feuchtigkeitsmengen abzuführen, da zu wenig durchgehende Kapillaren vorhanden sind. Dies kann zum Teil durch die Beplankung der Wände mit Holzfaser- oder Lehmbauplatten kompensiert werden, welche Feuchtigkeit besser absorbieren, verteilen und verdunsten lassen als OSB- oder Gipskartonplatten.

## Das Thema Luftdichtheit aus juristischer Sicht
Am 1. Februar 2002 ist in Deutschland die so genannte Energiesparverordnung in Kraft getreten, welche die bis dahin geltende Wärmeschutz- und Heizungsanlagenverordnung außer Kraft setzte.
Wichtige Bestandteile dieser neuen Verordnung sind die Punkte:
- Dichtheit und Mindestluftwechsel, geregelt in § 6 der Verordnung. Im Einzelnen regelt § 6, dass zu errichtende Gebäude so auszuführen sind, dass die Außenhülle einschließlich der Fugen dauerhaft luftundurchlässig entsprechend dem Stand der Technik abgedichtet sein muss. Dabei muss die Fugendurchlässigkeit außen liegender Fenster, Fenstertüren und Dachflächenfenster Anhang 4 Nr. 1 genügen. Im Hinblick auf die Dichtheit wird auf Anhang 4 Nr. 2 verwiesen.
- Für den Mindestluftwechsel gilt:

Zu errichtende Gebäude sind so auszuführen, dass der zum Zwecke der Gesundheit und Beheizung erforderliche Mindestluftwechsel sichergestellt ist. Werden keine Fenster zum Lüften verwendet, ist Anhang 4 Nr. 3 zu beachten.
Bei einem Innendruck, der 50 Pa über dem Außendruck liegt, muss es mindestens 20 min dauern (n50 < 3/h), bis durch die Fehlstellen im Gebäude ein kompletter Luftwechsel stattgefunden hat [bei Lüftungsanlagen mindestens 40 min (n50 < 1,5/h)].
- Die Luftdichtheit wird mit dem Blower-Door-Test gemessen. Dieses erlaubt die grundlegende Feststellung über die Einhaltung der beschriebenen Richtlinien. Der Werkunternehmer ist jedoch auch bei einem positiven Blower-Door-Test noch nicht vollständig auf der sicheren Seite. Das Verfahren lässt, wie dort ausgeführt, eine grundlegende Aussage zu, jedoch ist es nicht in der Lage, konzentrierte Lecks in den Wänden aufzuspüren. Der Blower-Door-Messer ist zwar angehalten, solche aufgefundenen Lecks genau zu untersuchen, das garantiert jedoch nicht das Auffinden selbst. Werden also Stellen gefunden, die trotz positiven Blower-Door-Test die vorgegebenen Normen unterschreiten, so bestehen nach wie vor Mängel im Rechtssinne. Diese sind durch Einzelmessungen zu dokumentieren.